# Ivana Andrés
Ivana Andrés Sanz (* 13. Juli 1994 in Aielo de Malferit, Vall d’Albaida, Provinz Valencia) ist eine spanische Fußballspielerin. Ihre bevorzugte Position ist die Innenverteidigung.

## Karriere

### Verein
Ivana Andrés begann ihre Laufbahn in ihrer Geburtsstadt Aielo de Malferit im örtlichen Verein Aielo CF. Im Alter von 12 Jahren wechselte sie in die Provinzhauptstadt Valencia zum Deutschen Sportverein Colegio Alemán. Bei diesem durchlief sie die B- und C-Mannschaft, bevor sie 2008 in den ersten Kader gelangte, der zu jener Zeit bereits in der Ersten Division spielte. Im Jahr 2009 unterzeichnete der Verein ein Abkommen mit dem FC Valencia und firmierte fortan als die Frauenfußballsektion des renommierten Vereins. Beim FC Valencia sollte sie noch neun weitere Jahre spielen, dabei erreichte sie unter anderem das Finale der Copa de la Reina 2014/15, wo die Mannschaft, nach einem überraschenden 1:0-Sieg im Halbfinale gegen den Favoriten FC Barcelona, im Endspiel schließlich mit 1:2 gegen Sporting Huelva unterlag. In der Spielzeit 2016/17 gelang mit dem dritten Platz in der Liga das bis dahin beste Ergebnis der Vereinsgeschichte. In ihren letzten Jahren beim FC Valencia war Ivana Andrés Kapitän der Mannschaft.
Im Sommer 2018 wechselte Ivana Andrés zum Lokalrivalen UD Levante, mit dem sie in zwei Spielzeiten in der spanischen Meisterschaft jeweils auf dem dritten Platz hinter den dominierenden Mannschaften jener Zeit, dem FC Barcelona sowie Atlético Madrid, landete.
Im Sommer 2020 unterschrieb sie für die neugegründete Frauensektion von Real Madrid und wurde bereits in ihrer ersten Saison zum Mannschaftskapitän ernannt. Mit den Hauptstädterinnen bestritt sie vier Spielzeiten, in denen sie drei in der Liga als Vizemeister beendete. Zudem nahm sie von 2021 bis 2024 an der UEFA Women’s Champions League teil, wobei die Viertelfinalteilnahme 2021/22 das beste Resultat bleiben sollte. In der Saison 2022/23 erreichte Ivana Andrés mit Real Madrid das Endspiel der Copa de la Reina, wo sie jedoch im Elfmeterschießen gegen den Stadtrivalen Atlético verlor. Im Sommer 2024 lief ihr Vertrag aus, woraufhin sie zu Inter Mailand wechselte.

### Nationalmannschaft
Ivana Andrés bestritt mit ihrer Nationalmannschaft die U17-WM 2010 und erreichte den dritten Platz. Sie selbst stand in allen sechs Endrundenbegegnungen in der Startelf. Im folgenden Jahr bestritt sie erneut mit der U17 die Europameisterschaft, diesmal holte Spanien durch ein 1:0 im Endspiel gegen Frankreich die Goldmedaille. Ivana Andrés startete sowohl im Halbfinale als auch im Finale. Mit der U19-Nationalmannschaft Spaniens erreichte sie das Endspiel der EM-2012, wo die Ibererinnen im Endspiel nach Verlängerung an Schweden scheiterten.
Ihr Debüt im A-Kader feierte Ivana Andrés am 11. Februar 2015 in einem Freundschaftsspiel gegen Belgien, im selben Jahr wurde sie auch in den Endrundenkader für die Weltmeisterschaft 2015 einberufen, kam jedoch im Laufe des Turniers zu keinem Einsatz.
Ihr erster Titelgewinn mit dem Nationalteam gelang ihr beim Algarve-Cup 2017, bei dem die Spanierinnen sich unter anderem nach Siegen gegen Japan und Norwegen letztlich mit 1:0 im Endspiel gegen Kanada durchsetzten. Ivana Andrés bestritt dabei alle vier Spiele. Die kurz darauf stattfindende Europameisterschaft 2017 verpasste sie aufgrund eines Schlüsselbeinbruchs. Bei der Weltmeisterschaft 2019 war sie erneut Teil des Aufgebotes, kam jedoch wie schon vier Jahre zuvor im Laufe des Turniers nicht zum Einsatz. Bei der WM 2023 schließlich konnte sie nicht nur ihr Debüt in einem Endrundenturnier feiern, sondern gewann mit ihrer Nationalmannschaft durch ein 1:0 im Endspiel gegen England den ersten großen Titel für ihr Land im Frauenfußball. Sie selbst kam auf vier Einsätze und nahm als Mannschaftskapitän den Pokal entgegen. In der darauffolgenden Spielzeit nahm sie mit ihrer Nationalmannschaft an der Gruppenphase der Nations League teil.

## Erfolge
Spanische Nationalmannschaft
- Weltmeisterschaft: 2023
- UEFA Women’s Nations League: 2023/24
- Zypern-Cup: 2018
- Algarve-Cup: 2017
- U-19-Europameisterschaft 2012: Silber
- U-17-Europameisterschaft 2011: Gold
- U-17-Weltmeisterschaft 2010: Bronze

Auszeichnungen
- Beste Verteidigerin der Serie A: 2024/25[3]